# Fattore di trascrizione
Un fattore di trascrizione è una proteina che lega il DNA in una regione specifica di un promotore o di un enhancer, da dove poi regola la trascrizione. I fattori di trascrizione possono essere attivati o disattivati selettivamente da altre proteine, spesso come passo finale della trasduzione.

## Classi
Ci sono 3 classi di fattori di trascrizione:
- Fattori di trascrizione generali: sono coinvolti nel processo di preiniziazione. Sono ubiquitari e interagiscono con la regione core del promotore sormontando il sito/i d'inizio della trascrizione di tutti i geni di classe II. I più studiati sono i seguenti: 
  - TFIIA (geni GTF2A1 e GTF2A2);
  - TFIIB (GTF2B);
  - TFIID (TBP, BTAF1 e TAF9B);
  - TFIIE (GTF2E1 e GTF2E2);
  - TFIIF (GTF2F1, GTF2F2 e GTF2F2L);
  - TFIIH (ERCC3, GTF2H2 e GTF2H3);
  - NC2, fattore inibitorio (DR1).
- Fattori di trascrizione Upstream: sono proteine che legano siti a monte del sito di iniziazione e stimolano o reprimono la trascrizione.
- Fattori di trascrizione inducibili: sono simili agli Upstream ma richiedono attivazione o inibizione.

## Strutture
Motivi trovati nei Fattori di trascrizione sono:
- Elica-Giro-Elica (Helix-turn-helix/HTH): legano l'ansa maggiore del DNA.
- Dita di Zinco (Zn finger): servono da piattaforma strutturale per legare il DNA.
- Cerniera di leucine (Leucine Zipper): associa diversi fattori di trascrizione tra di loro.